# ぐされ
『ぐされ』は、日本の音楽ユニット・ずっと真夜中でいいのに。の2作目のフルアルバム。2021年2月10日発売。発売元はユニバーサルミュージック系列のレーベルEMI Records。
『朗らかな皮膚とて不服』から約6ヵ月ぶり、前作のフルアルバム『潜潜話』から約1年4ヶ月ぶりのリリースとなっている。前作に収録されていた「お勉強しといてよ」「MILABO」「低血ボルト」や、ずっと真夜中でいいのに。初のタイアップ楽曲となった「暗く黒く」「勘ぐれい」「正しくなれない」、新たに書き下ろされた新曲7曲を加えた、全13曲が収録されている。

## 背景とプロモーション
ずっと真夜中でいいのに。は、2020年8月にミニアルバム『朗らかな皮膚とて不服』をリリースし、その約2か月後となる10月9日、11月から2021年1月にかけて全国3カ所を回るツアー「やきやきヤンキーツアー（炙りと燻製編）」のアナウンスとともに、2021年2月にフルアルバムをリリースすることを発表した。同月13日に、12月18日に公開される映画「約束のネバーランド」の主題歌に「正しくなれない」を書き下ろしたことが明かされた。11月6日正午に本アルバムの予約が開始、またその約12時間後となる翌11月7日午前0時21日には、主要ECサイトで"強"初回限定DELUXE盤が予約受付完売が公式により発表された。また、翌年2021年に"強"初回限定DELUXE盤は追加生産として完売となっていた"強"初回限定DELUXE盤の1,000個追加販売を、UNIVERSAL MUSIC STORE 限定で 1月6日18時より行った。ランダム1000枚限定封入ACAね 直筆サイン入りポストカードに関しては追加生産分に関しても同確率で封入されることとなり、ACAね 直筆サイン入りポストカードは全体で1100枚程度存在していると思われる。同年1月30日には、NHK「SONGS」に初出演。代表曲「秒針を噛む」ほか、本アルバムに収録されている「正しくなれない」「暗く黒く」を披露した。
本作について、ACAねは『一言で言うなら“腐っても鯛”を目指したアルバムです』と語っている。なお本作のジャケット右下にも、英語で“SEA BREAM EVEN IF IT ROTS.”（腐っても鯛）と書かれている。

## 音楽性
本アルバムは、前作『潜潜話』で見せた奔放なセンスにさらに磨きがかかり、ジャジーでリズミカルな演奏を軸に縦横無尽な音楽性が特徴となっている。音楽ジャーナリストの宇野維正は、前作『潜潜話』と本作の最大の違いに関して「複雑な楽曲の構成や転調の多さといったように、これまで主にメロディが担っていた『意外性のための意外性』が、一つの楽曲の中で変化し続けるリズムや、前述したような奥行きのあるサウンドメイキングに深く内在するようになったこと」であると指摘している。また本作では、ストリングスが大きな役割を担うようになっている。宇野はこのストリングスの使い方に関して「J-POP以前の歌謡曲時代における王道のストリングスアレンジを思わせるような、楽曲の華やかさのみに貢献しているかのような即物的な潔さがある」と述べている。収録曲の音楽性は、真意のつかめない語りかけで翻弄するディスコポップ「MILABO」から、優美なエレクトロニカを基調にめくるめく展開を見せる「過眠」、ジャズバラードへの大胆なアプローチを見せる「ろんりねす」など様々である。「機械油」では、三味線のような音色が響く和風のアレンジに心地よいファンクネスを交えたベースが掛け合わされており、そこにACAねのポエトリーリーディング調のラップが乗っている。儚く、流麗なピアノ、快楽的な4つ打ちのビート、葛藤を抱えたまま生きる姿を綴った歌詞が溶け合うダンスチューン「胸の煙」では、ずとまよの楽曲としては珍しくAメロ・Bメロからコーラスパートへと直線的に雪崩れ込んでいる。一方、「お勉強しといてよ」、「MILABO」、「低血ボルト」などは、宇野曰く「ずとまよのパブリックサイド」とも言えるフレンドリーでアップリフティングな楽曲となっている。

## リリース
本作は、"強"初回限定DELUXE盤、初回限定LIVE盤、通常盤の3形態で発売された。おもちゃ外箱パッケージ仕様の“強”初回限定DELUXE盤にはオリジナルキャラクターである“うにぐりくん”と“にらちゃん”のフィギュアが付属するほか、オフボーカルCD、そしてACAねの一問一答や制作ノートの切れ端コピーなどを掲載したブックが封入され、1000枚限定(増産により実際には1100枚限定)でACAねの直筆サイン入りポストカードがランダムで同梱されている。初回限定LIVE盤にはBlu-rayが付属し、8月に行われたオンラインライブ「NIWA TO NIRA」の模様と特典映像「ACAね ASMRの旅 滝と焚火編」が約60分ずつ収められた。
また、6月16日には、自身初のアナログレコード盤が発売される。全曲リマスタリングされ、オリジナルステッカーシートが封入される。ジャケット写真はアニメーターのはなぶしによるもの。
| 形態                           | 規格                 | 規格品番     |
| ------------------------------ | -------------------- | ------------ |
| "強"初回限定DELUXE盤           | 2CD+GOODS            | UPCH-29381   |
| 初回限定LIVE盤                 | CD+BD (STREAMING/DL) | UPCH-29382   |
| 通常盤                         | CD                   | UPCH-20570   |
| 受注生産限定アナログレコード盤 | 2LP                  | UPJH-20028/9 |

### 店舗別特典
オリジナル8bit(ファミコン風)アレンジCD(2曲入り)
| 対象店舗        | 収録曲                       |
| --------------- | ---------------------------- |
| アニメイト      | 正しくなれない、Ham          |
| Amazon.co.jp    | お勉強しといてよ、MILABO     |
| TOWER RECORDS   | 暗く黒く、勘冴えて悔しいわ   |
| TSUTAYA RECORDS | 秒針を噛む、雲丹と栗         |
| ずとまよ応援店  | 脳裏上のクラッカー、勘ぐれい |

ずとまよ応援店とは、UNIVERSAL MUSIC STOREやHMVをはじめとする、対象CDショップ・ECサイトのことである。

## チャート成績
本アルバムは、初動3日間で35,849枚、初週45,459枚を売り上げて、2021年2月22日付の週間アルバム・セールス・チャートBillboard JAPAN Top Albums Salesで初登場2位を獲得した。ダウンロード数も4,341DLで2位、ルックアップ5位と、3指標すべてで上位を記録、バランスよくポイントを獲得し、同週のBillboard Japan Hot Albumsでも初登場2位を記録した。また本作は、同じく2月22日付のオリコン週間アルバムチャートでも2位で初登場し、自己最高記録を達成した。

### 認定とセールス
| 国/地域                                             | 認定   | 認定/売上数           |
| --------------------------------------------------- | ------ | --------------------- |
| 日本 (RIAJ)                                         | 未公表 | 56,905（フィジカルCD) |
| 日本 (RIAJ)                                         | 未公表 | 8,000（デジタル配信） |
| CD+DL                                               |        |                       |
| 日本                                                | N/A    | 64,905                |
| * 認定のみに基づく売上数 ^ 認定のみに基づく出荷枚数 |        |                       |

## 収録内容

### "強"初回限定DELUXE盤・初回限定LIVE盤・通常盤
| 全作詞・作曲: ACAね。 | |           |            |                                              |      |
| #                     | タイトル | 作詞      | 作曲・編曲 | 編曲                                         | 時間 |
| 1.                    | 「胸の煙」 | ACAね     | ACAね      | 100回嘔吐、ZTMY                              | 4:09 |
| 2.                    | 「正しくなれない」 | ACAね     | ACAね      | 久保田真悟(Jazzin'park)、100回嘔吐、ZTMY     | 4:00 |
| 3.                    | 「お勉強しといてよ」 | ACAね     | ACAね      | 矢野達也、100回嘔吐、ZTMY                    | 4:39 |
| 4.                    | 「勘ぐれい」 | ACAね     | ACAね      | 100回嘔吐、ZTMY                              | 4:09 |
| 5.                    | 「はゔぁ」 | ACAね     | ACAね      | 100回嘔吐、ZTMY                              | 3:38 |
| 6.                    | 「機械油」 | ACAね     | ACAね      | 100回嘔吐、Open Reel Ensemble、ZTMY          | 3:16 |
| 7.                    | 「暗く黒く」 | ACAね     | ACAね      | 100回嘔吐、ZTMY                              | 4:09 |
| 8.                    | 「MILABO」(Strings Arrange : Singo Kubota(Jazzin' park) / Brass Arrange : 100kai Outo、Singo Kubota (Jazzin'park) / Additional Arrangement : Takayuki Ishikura) | ACAね     | ACAね      | 100回嘔吐、ZTMY                              | 4:29 |
| 9.                    | 「ろんりねす」(Co-Arranged : Yusuke Nakamura (BLU-SWING / Last Electro) / Additional Arrangement : 100kai Outo)                                                 | ACAね     | ACAね      | Kenichiro Nishihara and the Jazcrafts、 ZTMY | 4:53 |
| 10.                   | 「繰り返す収穫」 | ACAね     | ACAね      | 久保田真悟(Jazzin'park)、 ZTMY               | 3:54 |
| 11.                   | 「過眠」 | ACAね     | ACAね      | 100回嘔吐、ZTMY                              | 4:13 |
| 12.                   | 「低血ボルト」(Additional Arrangement : 黒川陽介、Art Neco / Chorus Arrange : Jun☆Murayama)                                                                     | ACAね     | ACAね      | 関口晶太、出口遼、ZTMY                       | 3:35 |
| 13.                   | 「奥底に眠るルーツ」 | ACAね     | ACAね      | 100回嘔吐、ZTMY                              | 4:23 |
| 14.                   | 「暗く黒く[Twin Piano Live ver.]」(Bonus Track) | ACAね     | ACAね      | Jun☆Murayama、Nao Nishimura                  | 4:27 |
| 合計時間:             | 合計時間: | 合計時間: | 58:00      |                                              |      |

| #         | タイトル                            | 作詞  | 作曲・編曲 | 時間 |
| --------- | ----------------------------------- | ----- | ---------- | ---- |
| 1.        | 「胸の煙 (Instrumental)」           |       |            | 4:09 |
| 2.        | 「正しくなれない (Instrumental)」   |       |            | 4:00 |
| 3.        | 「お勉強しといてよ (Instrumental)」 |       |            | 4:39 |
| 4.        | 「勘ぐれい (Instrumental)」         |       |            | 4:09 |
| 5.        | 「はゔぁ (Instrumental)」           |       |            | 3:38 |
| 6.        | 「機械油 (Instrumental)」           |       |            | 3:16 |
| 7.        | 「暗く黒く (Instrumental)」         |       |            | 4:09 |
| 8.        | 「MILABO (Instrumental)」           |       |            | 4:29 |
| 9.        | 「ろんりねす (Instrumental)」       |       |            | 4:53 |
| 10.       | 「繰り返す収穫 (Instrumental)」     |       |            | 3:54 |
| 11.       | 「過眠 (Instrumental)」             |       |            | 4:13 |
| 12.       | 「低血ボルト (Instrumental)」       |       |            | 3:35 |
| 13.       | 「奥底に眠るルーツ (Instrumental)」 |       |            | 4:23 |
| 合計時間: | 合計時間:                           | 53:27 |            |      |

| #   | タイトル               | 作詞 | 作曲・編曲 |
| --- | ---------------------- | ---- | ---------- |
| 1.  | 「眩しいDNAだけ」      |      |            |
| 2.  | 「お勉強しといてよ」   |      |            |
| 3.  | 「ヒューマノイド」     |      |            |
| 4.  | 「マリンブルーの庭園」 |      |            |
| 5.  | 「君がいて水になる」   |      |            |
| 6.  | 「彷徨い酔い温度」     |      |            |
| 7.  | 「MILABO」             |      |            |
| 8.  | 「秒針を噛む」         |      |            |
| 9.  | 「低血ボルト」         |      |            |
| 10. | 「マイノリティ脈路」   |      |            |
| 11. | 「正義」               |      |            |
| 12. | 「暗く黒く」           |      |            |

| #   | タイトル                      | 作詞 | 作曲・編曲 |
| --- | ----------------------------- | ---- | ---------- |
| 13. | 「ACAね ASMRの旅 滝と焚火編」 |      |            |

### 受注生産限定アナログレコード盤
| #  | タイトル             | 作詞 | 作曲・編曲 |
| -- | -------------------- | ---- | ---------- |
| 1. | 「胸の煙」           |      |            |
| 2. | 「正しくなれない」   |      |            |
| 3. | 「お勉強しといてよ」 |      |            |

| #  | タイトル     | 作詞 | 作曲・編曲 |
| -- | ------------ | ---- | ---------- |
| 1. | 「勘ぐれい」 |      |            |
| 2. | 「はゔぁ」   |      |            |
| 3. | 「機械油」   |      |            |
| 4. | 「暗く黒く」 |      |            |

| #  | タイトル         | 作詞 | 作曲・編曲 |
| -- | ---------------- | ---- | ---------- |
| 1. | 「MILABO」       |      |            |
| 2. | 「ろんりねす」   |      |            |
| 3. | 「繰り返す収穫」 |      |            |

| #  | タイトル                            | 作詞 | 作曲・編曲 |
| -- | ----------------------------------- | ---- | ---------- |
| 1. | 「過眠」                            |      |            |
| 2. | 「低血ボルト」                      |      |            |
| 3. | 「奥底に眠るルーツ」                |      |            |
| 4. | 「暗く黒く [Twin Piano Live Ver.]」 |      |            |

## 演奏
| 胸の煙 - Drums - Yoshihiro Kawamura - Bass - 100kai Outo - Guitar - Hiroomi Shitara - Piano - Jun☆Murayama - Strings - Yoshida Uchuu Strings 正しくなれない - Drums - Yoshihiro Kawamura - Bass - Ryosuke Nikamoto - Guitar - Takayuki "Kojiro" Sasaki - Piano - Nao Nishimura - Strings - Yu Manabe Strings お勉強しといてよ - Drums - Yasushi Fukumori - Bass - Ryosuke Nikamoto - Guitar - Sho Ogawa - Piano - Nao Nishimura - Strings - Yu Manabe Strings 勘ぐれい - Drums - Yoshihiro Kawamura - Bass - Ryosuke Nikamoto - Guitar - Takayuki "Kojiro" Sasaki - Keyboards - Yuki Kishida はゔぁ - Drums - Norihide Saji - W.Bass - Keisuke Torigoe - Guitar - Hiroomi Shitara. 100kai Outo - Piano - Yuki Kishida 機械油 - Drums - Yoshihiro Kawamura - Bass - Takashi Adachi - Guitar - Takayuki "Kojiro" Sasaki - Tsugaru Shamisen - Yutaka Oyama - Open Reel Ensemble - Ei Wada, Haruka Yoshida, Masaru Yoshida - Electric Fan Harp - Ei Wada (ELECTORONICOS FANTASTICOS) - Break the Microwave - ACAね 暗く黒く - Keyboards - Jun☆Murayama - Bass - Ryosuke Nikamoto - Drums - Yoshihiro Kawamura - Guitar - Takayuki "Kojiro" Sasaki - Strings - Yu Manabe Strings | MILABO - Drums - Yasushi Fukumori - Bass - Ryosuke Nikamoto - Guitar - Sho Ogawa - Piano - Nao Nishimura - Violin, Viora - Wasei Suma - Strings Arrange - Singo Kubota(Jazzin' park) - Brass Arrange - 100kai Outo、Singo Kubota (Jazzin'park) - Additional Arrangement - Takayuki Ishikura ろんりねす - Keyboard, Programming & CO-Arranged - Yosuke Nakamura (BLU-SWING / Last Electro) - Jazz Method Adviser - Takumi Matsumura - Key, Programing - Kenichiro Nishihara - Add Drums - Yoshihiro Kawamura - Additional Arrngement - 100kai Outo 繰り返す収穫 - Guitar - Shingo Kubota - Drums - Yoshihiro Kawamura - Bass - Ryosuke Nikamoto 過眠 - Strings - Yu Manabe Strings 低血ボルト - Additional Arrangement - 黒川陽介, Art Neco - Left Piano & Chorus Arrange - Jun☆Murayama - Right Piano Nao Nishimura - Drums - Yoshihiro Kawamura - Bass - Ryosuke Nikamoto - Guitar - Takayuki "Kojiro" Sasaki 奥底に眠るルーツ - Drums - Yoshihiro Kawamura - Bass - Ryosuke Nikamoto - Guitar - Takayuki "Kojiro" Sasaki - Water Drums - ACAね 暗く黒く [Twin Piano Live ver.] - Jun☆Murayama, Nao Nishimura - Piano |

## タイアップ
正しくなれない
映画『約束のネバーランド』主題歌
勘ぐれい
『Project:;Cold』主題歌
暗く黒く
映画『さんかく窓の外側は夜』主題歌
過眠
映画『さんかく窓の外側は夜』オープニングテーマ